# Negramaro

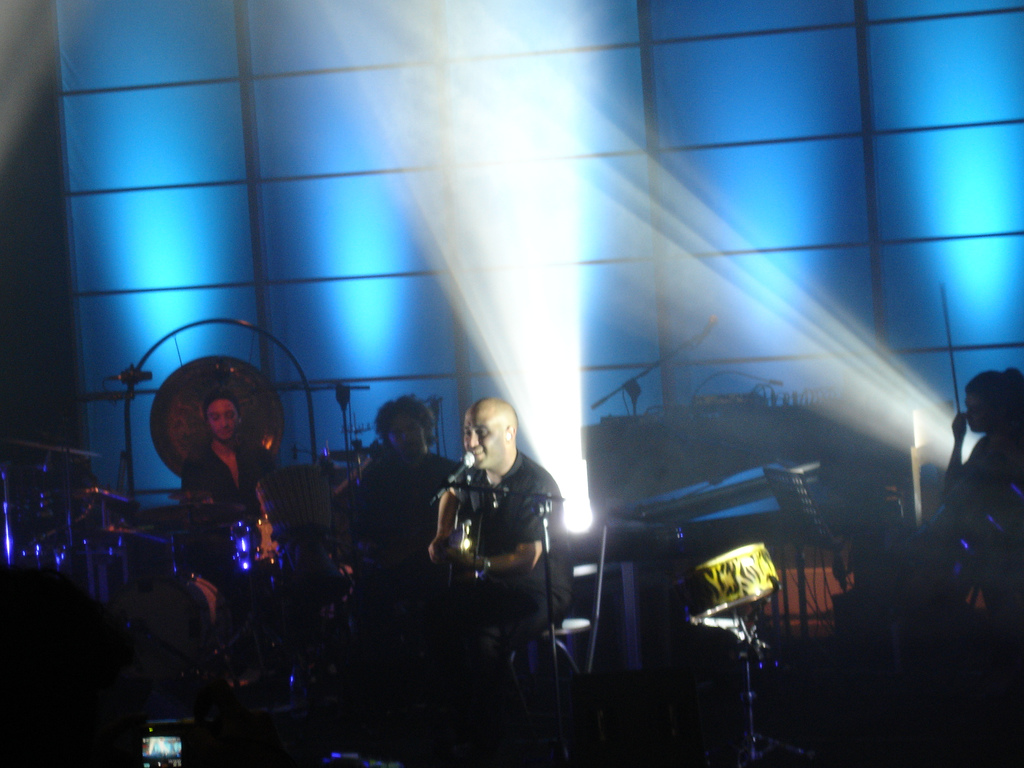
Negramaro koncertje

A Negramaro olasz rockegyüttes, nevük egy bor (Negroamaro) nevéből ered, amit a Salentói-félsziget térségében termelnek.

## Történetük

### Kezdetek
Az együttes 1999-ben alapult meg a Lecce megyei Copertinóban, 2001-ben az olasz MTV Brand new által tartott TIM Tourt megnyerték az új tehetségek kategóriában, de 2005-ben váltak ismertté, amikor feltűntek a Sanremói Dalfesztiválon a Mentre tutto scorre című dalukkal. Az együttes frontembere Giuliano nem csak énekel, hanem az együttes zenéit is ő szerzi és más énekeseknek is ír dalt: Andrea Boccelli Le parole che non ti ho detto dalát és Malika Ayane Come foglie dalát is megírta.

### Mentre tutto scorre
Ugyanebben az évben megjelent azonos címmel lemezük.La febbre című filmnek a Solo 3 minuti daluk lett a film zenéje.2006 szeptemberében az együttes a legjobb előadó címet kapta a Festivalbaron, a Nuvole a lenzuola című dalukkal.

### La finestra
Az együttes 2007 januárjában az Egyesült Államokba költözött ki ideiglenesen, hogy a La Finestra albumuk stúdiómunkáit elvégezzék. A lemezt San Franciscoban a Plant Studiosnál vették fel, majd az utómunkálatokat New Yorkban végezték el.
2007. június 8-án készült el az együttes 4. albuma La Finestra (Az ablak) címmel. Elsőként a Parlami d'amore című dalukat másolták át kislemezre az olasz rádióslisták első helyét érte el a dal, aminek a klipjét Genovában forgatták. A dal a slágerlista első helyein maradt 28 héten keresztül. A Festivalbaron részt vettek, majd szeptemberben megnyerték a legjobb dal díját a Parlami d'amore dalukkal.
2007 októberében kiadták az Immenso dalukat kislemezen, ami szintén vezette a rádiós lejátszási listákat. A Cade la pioggia (Esik az eső) című daluk volt 
a következő amit kiadtak, a dalban Jovanotti is közreműködött. Az ezt követő Senza fiato-ból szintén, amihez Dolores O'Riordan közreműködött. Az újabb kislemezük 2008 márciusában jelent meg Via le mani dagli occhi (El a kezekkel a szemedtől!) címmel. Május 31-én koncerteztek San Siróban, ahol több mint 40 ezren nézték őket, az ottani fellépésükből külön album készült San Siro Live címmel, ami novemberben jelent meg.

## Diszkográfia

### Albumok
- Negroamaro- 2003
- 000577 – 2004
- Mentre Tutto Scuore- 2005
- La Finestra – 2007
- Casa 69 - 2010
- La rivoluzione sta arrivando - 2015
- Amore che torni - 2017

### Kislemezek
- Come Sempre
- Mentre tutto scorre
- Estate
- Solo 3 min
- Nuvole e Lenzuola
- Parlami d'Amore
- L'immenso
- Cade la pioggia (feat. Jovanotti)
- Via le mani dagli occhi
- Un passo indietro
- Meraviglioso
- Sing-hiozzo
- Voglio molto di più
- Basta così (duett Elisaval)
- Io non lascio traccia
- Londra brucia	36
- Ti è mai successo?
- Una storia semplice
- Sei
- Un amore così grande 2014
- Sei tu la mia città
- La rivoluzione sta arrivando
- Attenta
- Il posto dei santi
- L'amore qui non passa
- Tutto qui accade
- Lo sai da qui